# Condado de Hubbard
El condado de Hubbard (en inglés: Hubbard County) es un condado en el estado estadounidense de Minnesota. En el censo de 2000 el condado tenía una población de 18.376 habitantes. La sede de condado es Park Rapids. El condado fue fundado el 26 de febrero de 1883 y fue nombrado en honor a Lucius Frederick Hubbard, el 9° Gobernador de Minnesota.

## Geografía
Según la Oficina del Censo, el condado tiene un área total de 2.588 km² (999 sq mi), de la cual 2.389 km² (922 sq mi) es tierra y 199 km² (77 sq mi) (7,70%) es agua.

### Condados adyacentes
- Condado de Beltrami (norte)
- Condado de Cass (este)
- Condado de Wadena (sur)
- Condado de Becker (suroeste)
- Condado de Clearwater (noroeste)

## Autopistas importantes
- U.S. Route 2
- U.S. Route 71
- Ruta Estatal de Minnesota 34
- Ruta Estatal de Minnesota 74
- Ruta Estatal de Minnesota 87
- Ruta Estatal de Minnesota 113
- Ruta Estatal de Minnesota 200
- Ruta Estatal de Minnesota 226

## Demografía
En el censo de 2000, hubo 18.376 personas, 7.435 hogares y 5.345 familias residiendo en el condado. La densidad poblacional era de 20 personas por milla cuadrada (8/km²). En el 2000 había 12.229 unidades habitacionales en una densidad de 13 por milla cuadrada (5/km²). La demografía del condado era de 96,31% blancos, 0,17% afroamericanos, 2,13% amerindios, 0,27% asiáticos, 0,01% isleños del Pacífico, 0,22% de otras razas y 0,89% de dos o más razas. 0,67% de la población era de origen hispano o latino de cualquier raza. 
La renta promedio para un hogar del condado era de $35.321 y el ingreso promedio para una familia era de $41.177. En 2000 los hombres tenían un ingreso medio de $30.030 versus $21.616 para las mujeres. La renta per cápita para el condado era de $18.115 y el 7,50% de la población estaba bajo el umbral de pobreza nacional.

## Localidades

### Ciudades y pueblos
| - Akeley - Benedict | - Dorset - Emmaville | - Kabekona - Lake George | - Laporte - Nevis | - Park Rapids |

### Municipios
| - Municipio de Akeley - Municipio de Arago - Municipio de Badoura - Municipio de Clay - Municipio de Clover - Municipio de Crow Wing Lake - Municipio de Farden - Municipio de Fern - Municipio de Guthrie | - Municipio de Hart Lake - Municipio de Helga - Municipio de Hendrickson - Municipio de Henrietta - Municipio de Hubbard - Municipio de Lake Alice - Municipio de Lake Emma - Municipio de Lake George - Municipio de Lake Hattie | - Municipio de Lakeport - Municipio de Mantrap - Municipio de Nevis - Municipio de Rockwood - Municipio de Schoolcraft - Municipio de Steamboat River - Municipio de Straight River - Municipio de Thorpe - Municipio de Todd | - Municipio de White Oak |